# Форсман, Джон
Магнус Джон Карл Август Форсман (швед. John Forssman; 22 ноября 1868, Кальмар, Швеция — 12 марта 1947, Лунд) — шведский учёный, врач-патолог, бактериолог, педагог, доктор наук (1898), профессор Лундского университета. Член Шведской королевской академии наук.

## Биография
Выпускник Лундского университета. Позже работал в альма-матер доцентом и профессором общей патологии, бактериологии и общественного здравоохранения. С 1927 по 1930 год был директором университетской больницы.
Член Королевского физиографического общества в Лунде.
Известен открытием «антигенов Форсмана», определяемого как гликолипидный гетерофильный антиген, обнаруживаемый в тканевых клетках многих видов животных. Впервые он был описан для эритроцитов овец. Отсутствует в клетках человека, крысы, кролика, свиньи или крупного рогатого скота.
Имя учёного также связано со следующими двумя научными терминами: «антитело Форсмана» (гетерофильное антитело) и «реакция Форсмана», также называемая «реакцией антиген-антитело Форсмана».

## Избранные труды
- Über die Ursachen, welche die Wachsthumsrichtung der peripheren Nervenfasern bei der Regeneration bestimmen, 1898.
- Studien über die Antitoxinbildung bei aktiver Immunisierung gegen Botulismus (in Centralblatt für Bakteriologie, 1905).
- Untersuchungen über die lysinbildung (med Bång, in Hofmeisters Beiträge, 1906).
- Om therapeutisk vaccinbehandling, 1916.
- Pathogena bakteriers, infektioners och vissa epidemiers beroende av främmande bakterier, 1918.